# Uwe Neuhaus (Fußballspieler)
Uwe Neuhaus (* 26. November 1959 in Hattingen) ist ein deutscher Fußballtrainer und ehemaliger Fußballspieler.

## Karriere
Uwe Neuhaus hatte den Beruf des Elektroanlagen-Installateurs erlernt und vier Jahre als Soldat bei den Heeresfliegern in Rheine-Bentlage verbracht, bevor er sich ganz der Karriere als Fußballer widmete.

### Spieler
Neuhaus spielte in seiner Geburtsstadt beim TuS Hattingen Fußball. Über die Stationen VfL Winz-Baak und SpVgg Erkenschwick kam er 1984 zu Rot-Weiss Essen in die 2. Bundesliga. 1988 wechselte er zum Zweitligaabsteiger BVL 08 Remscheid. Ein Jahr später, nachdem Remscheid den Aufstieg in der Fußball-Oberliga Nordrhein verpasst hatte, schloss er sich der SG Wattenscheid 09 an, mit der er im ersten Jahr in die Fußball-Bundesliga aufstieg – für die Wattenscheider der bis dahin größte Erfolg der Vereinsgeschichte. In vier Erstligajahren bei der SG Wattenscheid 09 zählte Neuhaus zu den Stammspielern. In der ersten Saison erreichte der Klub den elften Rang. Danach kämpfte das Team Jahr für Jahr gegen den Abstieg, bis es ihm 1994 nicht mehr gelang, die Klasse zu halten. Im Jahr darauf beendete Neuhaus seine Spielerkarriere nach insgesamt 102 Erst- sowie 83 Zweitligaspielen, in denen er zwölf Tore in der Bundesliga und fünf in der zweiten Liga erzielte.

### Trainer

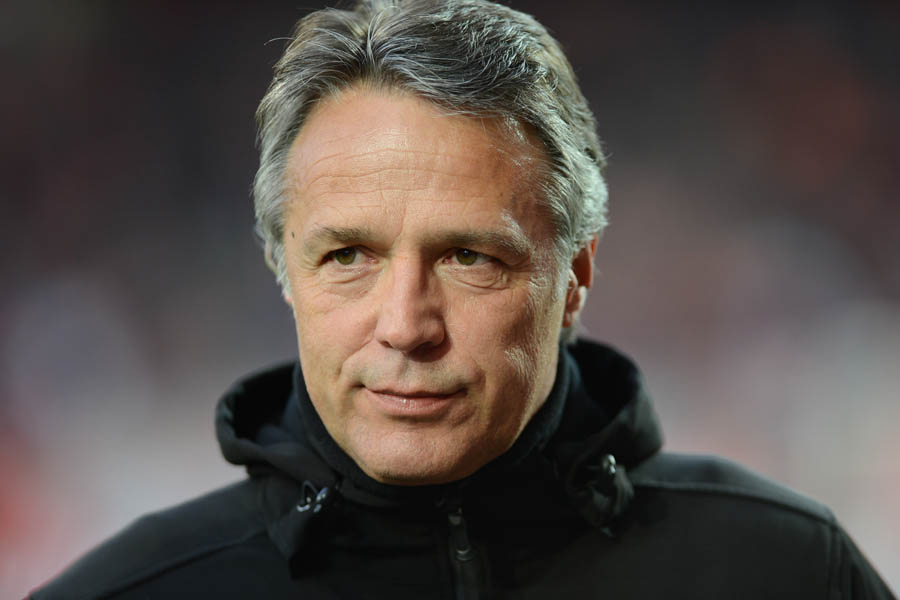
Uwe Neuhaus als Trainer des 1. FC Union Berlin (2013)

Neuhaus übernahm nach seiner aktiven Zeit bei Wattenscheid direkt die Trainerposition. 1996 stieg er mit der Mannschaft aus der 2. Liga ab und wurde freigestellt. Nach einem Jahr beim VfB Hüls unterschrieb er 1998 einen Vertrag als Assistenztrainer von Michael Skibbe bei Borussia Dortmund. Neuhaus blieb bis 2004 Co-Trainer der Borussia und arbeitete nach der Beurlaubung von Skibbe unter den Cheftrainern Bernd Krauss, Udo Lattek und Matthias Sammer. 2002 gewann Neuhaus als Co-Trainer die deutsche Meisterschaft und erreichte das UEFA-Cup-Finale. Mit Sammers Freistellung vor der Saison 2004/05 und der Einstellung von Bert van Marwijk sowie dessen Assistenten Dick Voorn endete auch das Engagement von Neuhaus als Co-Trainer der ersten Mannschaft.
Neuhaus betreute nun die zweite Mannschaft der Dortmunder, bis er am 23. April 2005 als Nachfolger von Jürgen Gelsdorf Cheftrainer bei seinem alten Verein Rot-Weiss Essen wurde. Mit den Essenern gelang ihm im Mai 2006 der Aufstieg in die 2. Bundesliga. Als er mit seinem Team zwischen dem siebten und dem elften Spieltag der Saison 2006/07 nur einen Punkt holte, wurde er nach der 0:1-Niederlage gegen die TuS Koblenz von seinen Aufgaben entbunden.
Zu Beginn der Saison 2007/08 unterschrieb Neuhaus bei dem damaligen Berliner Regionalligisten 1. FC Union Berlin, mit dem ihm die Qualifikation für die neue dritte Profiliga gelang. Neuhaus führte seine Mannschaft zum ersten Meistertitel der neuen Liga und dem damit verbundenen Aufstieg in die 2. Bundesliga. Sein Vertrag in Berlin lief bis zum Saisonende 2015/16 und galt für die ersten beiden Ligen. Am 26. April 2014 gab der Verein die Trennung von Neuhaus zum Saisonende 2013/14 bekannt. Neuhaus war zu diesem Zeitpunkt der am längsten amtierende Trainer in der Vereinsgeschichte und der dienstälteste Trainer im deutschen Profifußball.
Im April 2015 verpflichtete ihn Dynamo Dresden zum neuen Cheftrainer ab 1. Juli 2015. Am Ende der Saison 2015/16 stieg er mit Dynamo in die 2. Bundesliga auf. Am 22. August 2018 wurde er nach dem Aus in der ersten Runde des DFB-Pokals gegen den Regionalligisten SV Rödinghausen beurlaubt. Neuhaus bekleidete das Traineramt beim Dresdner Verein in insgesamt 116 Pflichtspielen, von denen 50 gewonnen werden konnten. Er war damit zum Zeitpunkt seiner Entlassung neben Christoph Franke einer der beiden Dynamo-Dresden-Trainer nach der Wende mit einer Amtszeit von mehr als zwei Jahren. Den Trainerposten bei Dynamo Dresden übernahm interimsweise Cristian Fiél, bis am 11. September 2018 Maik Walpurgis als Trainer vorgestellt wurde.
Der noch bis zum 30. Juni 2019 laufende Vertrag mit Neuhaus wurde am 10. Dezember 2018 aufgelöst. An diesem Tag unterschrieb Neuhaus einen Vertrag als Trainer bei Arminia Bielefeld als Nachfolger des kurz zuvor freigestellten Jeff Saibene. Arminia Bielefeld beendete die Saison 2018/19 mit Neuhaus auf dem siebten Tabellenplatz und spielte nach Aufsteiger SC Paderborn die zweitbeste Rückrunde. In der Saison 2019/20 gelang Neuhaus mit den Bielefeldern als Meister der 2. Fußball-Bundesliga der Aufstieg. Nachdem sich der Verein infolge eines schwachen Rückrundenauftakts in der Bundesliga-Saison 2020/21 nach dem 23. Spieltag mit 18 Punkten aus 22 Partien nur auf dem Relegationsplatz befand, wurde er freigestellt. Als Nachfolger wurde Frank Kramer vorgestellt.

## Erfolge als Trainer
- Deutscher Meister: 2002 (als Co-Trainer)
- UEFA-Pokalfinale: 2002 (als Co-Trainer)
- Meister der 2. Liga: 2020
- Meister der 3. Liga: 2009, 2016

## Privates
Seit Juni 2013 ist Neuhaus mit Britta Calmus, der ehemaligen Finanzbuchhalterin des 1. FC Union Berlin, verheiratet.